# Танцор диско
«Танцор диско» (хинди डिस्को डांसर, англ. Disco dancer) — индийский музыкальный фильм на языке хинди, снятый Баббаром Субхашем в 1982 году. В настоящее время фильм считается классикой жанра и наиболее известен по песням «Goro Ki Na Kalon Ki», «I am a Disco Dancer» и «Jimmy Jimmy Jimmy Aaja».

## Сюжет
Анил (Митхун Чакраборти), уличный артист и свадебный певец из трущоб Бомбея, страдает от воспоминаний о том, как богач Оберой (Ом Шивпури) избил его мать Радху (Гита Сиддхарт) во время инцидента в его детстве. Когда менеджеру Дэвиду Брауну (Ом Пури) надоедают истерики нынешнего короля индийского диско Сэма (Каран Раздан) и он ищет новый талант, он случайно видит, как Анил танцует, переходя улицу. Браун даёт ему псевдоним «Джимми» и делает из него восходящую звезду диско, которая должна занять трон Сэма и завоевать сердце Риты (Ким Яшпал), дочери Обероя.
Кажется, всё идёт хорошо, пока Оберой не нанимает людей, чтобы подключить электрогитару Джимми к электричеству напряжением 5000 вольт. Мать Джимми узнаёт об этом и в последний момент спасает сына ценой своей жизни. Джимми страдает гитарной фобией после того, как стал свидетелем смерти своей матери. Позже головорезы Обероя ломают ему ноги. С помощью Риты Джимми заново учится ходить.
Джимми должен завоевать первое место для команды Индии на Международном конкурсе диско среди сильной конкуренции со стороны команд Африки и Франции. Джимми не хочет танцевать, но Рита уговаривает его сделать это. Сэм приходит с гитарой, чтобы напугать Джимми. Рите удаётся затянуть шоу, чтобы побудить Джимми спеть, но это ни к чему не приводит. Толпа забрасывает Джимми камнями. Приезжает дядя Джимми Раджу (Раджеш Кханна) и призывает племянника петь в память своей матери, говоря, что она будет жить в его песнях; он бросает Джимми свою гитару, на которой перед этим играл, после чего тот начинает петь, а Сэм сходит с ума. Головорезы Обероя убивают Раджу, заслонившего Джимми от пули, после чего Джимми отправляется в их логово и избивает их. В последовавшей за этим драке Оберой погибает от удара током.

## В ролях
- Митхун Чакраборти — Анил / Джимми (озвучил Дмитрий Матвеев)
- Ким Яшпал — Рита Оберой (озвучила Ольга Григорьева)
- Ом Шивпури — Оберой, отец Сэма и Риты
- Гита Сиддхарт — Радха, мать Анила (в титрах Гита Сиддарт, озвучила Нелли Витепаш)
- Ом Пури — Дэвид Браун, импресарио Сэма, затем Джимми (озвучил Рудольф Панков)
- Калпана Айер — Никки Браун, дочь Дэвида (озвучила Лилия Захарова)
- Каран Раздан — Сэм Оберой, сын господина Обероя (озвучил Станислав Захаров)
- Раджеш Кханна — дядя Раджу (озвучил Артём Карапетян)
- Амарнатх Мукхерджи — Гулам Наби, сценический продюсер шоу (в титрах Амар Натх) (озвучил Юрий Саранцев)
- Чандрашекхар — мэр Рави Ханделвал (в титрах Чандра Шекхар) (озвучил Владимир Дружников)
- Гаури Верма — Долли Ханделвал, дочь мэра
- Юсуф Хан — Баско Колемм (в титрах Yusouf Khan)
- Боб Кристо[англ.] — международный убийца Кханга
- Мастер Чхоту — Анил в детстве
- Бейби Пинки — Рита в детстве
- Джанкидас — сценический продюсер шоу
- Юнус Парвез — Рахим (нет в титрах)
- Тун Тун — невеста (нет в титрах)
- Харбанс Даршан — человек Обероя на аукционе (нет в титрах)

## Саундтрек
Все тексты написаны Анджаном и Фаруком Кайсером, вся музыка написана Баппи Лахири.
| №  | Название                      | Исполнители                 | Длительность |
| -- | ----------------------------- | --------------------------- | ------------ |
| 1. | «Goro Ki Na Kalon Ki» (Happy) | Суреш Вадкар, Уша Мангешкар | 5:29         |
| 2. | «Goro Ki Na Kalon Ki» (Sad)   | Суреш Вадкар                | 2:53         |
| 3. | «Auva Auva Koi Yahaan Nache»  | Уша Утхуп, Баппи Лахири     | 5:31         |
| 4. | «Ae Oh Aa Zara Mudke»         | Кишор Кумар                 | 5:58         |
| 5. | «Krishna Dharti Pe Aaja Tu»   | Нанду Бхенде                | 7:27         |
| 6. | «I Am a Disco Dancer»         | Виджай Бенедикт             | 7:47         |
| 7. | «Jimmy Jimmy Jimmy Aaja»      | Парвати Хан                 | 3:05         |
| 8. | «Yaad Aa Raha Hai»            | Баппи Лахири                | 6:22         |

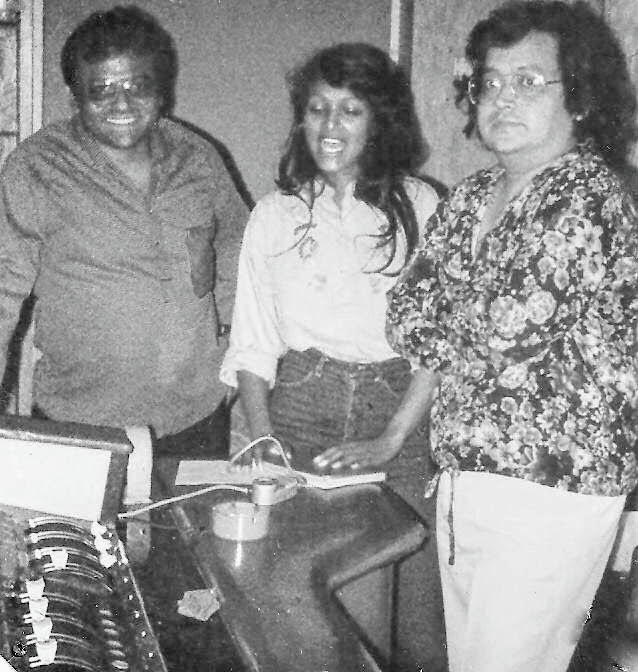
Баббар Субхаш, Парвати Хан и Баппи Лахири во время записи песни «Jimmy Jimmy», 1981 год

Песня «Jimmy Jimmy Jimmy Aaja» является кавер-версией «You’re OK» (фр. T'es OK!), хита группы Ottawan 1980 года выпуска.
Другая песня «I am a disco dancer» написана под явным влиянием песни «D.I.S.C.O.» той же группы.
Песня «Krishna Dharti Pe Aaja Tu» является кавер-версией песни Jeremy Faith — «Jesus» (1971), перепетой в диско-ключе нидерландско-индонезийской группой Tielman Brothers, чья фонограмма песни звучит в комнате главного героя.
Песня «Auva auva — koi yahaan nache» является кавер-версией знаменитой композиции группы The Buggles — «Video Killed the Radio Star».

### «Jimmy Jimmy Jimmy Aaja»
Кавер-версия песни «Jimmy Jimmy Jimmy Aaja» под названием «Jimmy» вошла в альбом Kala (2007) британской певицы тамильского происхождения M.I.A..
Песня «Jimmy Jimmy Jimmy Aaja» звучит также в фильме «Не шутите с Зоханом» (2008). В 2009 году в России песня приобрела популярность в исполнении Баймурата Аллабердиева на видео, выложенном в YouTube.

## Влияние
Фильм был переснят на трёх языках: на тамильском — Paadum Vaanampadi (1984), телугу — Disco King (1985) и панджаби — Disco Dancer (1987, Пакистан).
Фильм имел всемирный успех, его популярность распространилась на другие части Азии, а также на Советский Союз, Восточную Европу, Ближний Восток, Турцию и Африку. «Танцор диско» также стал самым кассовым зарубежным фильмом в Советском Союзе. Этот фильм также сделал имя Митхуна нарицательным в Южной Азии и на постсоветском пространстве. Альбом саундтреков также имел успех: он стал платиновым в Индии и получил золотую награду в Китае. С поправкой на инфляцию это по-прежнему один из самых кассовых индийских фильмов всех времен.

### В советском кинопрокате
«Танцор диско» впервые был показан в СССР в 1983 году в информационной программе XIII Московского международного кинофестиваля, после чего было заключено соглашение о покупке киноленты, и в широкий прокат фильм вышел в июне 1984 года, сразу завоевав огромную популярность — его посмотрели 60,9 млн зрителей (8-е место по посещаемости среди зарубежных лент).
Дублирован на киностудии имени Горького. Режиссёр дубляжа — Лариса Трифонова, актёры — Дмитрий Матвеев, Рудольф Панков, Юрий Саранцев, Владимир Дружников, Ольга Григорьева, Артём Карапетян, Станислав Захаров, Нелли Витепаш, Владимир Басов-младший, Владислав Ковальков.
В советском издании были укорочены сцены танцев и удалена одна сцена.